# Брітані Ендрюс
Брі́тані Е́ндрюс (англ. Brittany Andrews; нар. 13 серпня 1971 року, Мілвокі, Вісконсин, США) — американська порноакторка, продюсерка і режисерка порно.

## Кар'єра
Спочатку працювала в салоні краси. Приблизно у 19 років почала виконувати стриптиз. В 1995 році зробила фотосесію для чоловічого журналу. Потрапила у порноіндустрію після зустрічі із Дженною Джеймсон в тому ж році.
Окрім зйомок в порно, є ведучою і співпродюсеркою кабельних TV шоу, таких як Playboy TV і Talking Blue. Володіє Britco Pictures studio, в якій знімається сама, а також режисує і продюсує порнострічки, здебільшого лесбійського напрямку, такі як страпон-фільм Brittany's Bitch Boys і Lesbians in Lust.
Є прихильницею використання презервативів у зйомках порно.
У 2007 році взяла участь в шоу Тайри Бенкс, де обговорювалась тема вебкам-проституції.
У лютому 2008 року на вечірці свята Президентський день оголосила про вихід з порноіндустрії і намір переїхати в Нью-Йорк для навчання в кінематографічній школі «New York Film Academy» . 
Але у 2010 році знялася в порноверсії фільму Секс і місто, англ. Sex and the City: A XXX Parody.
На 2011 рік знялась в 262 порнофільмах.

## Нагороди
- 2008 рік AVN Hall of Fame[13]